# Gefängnis Mokotów

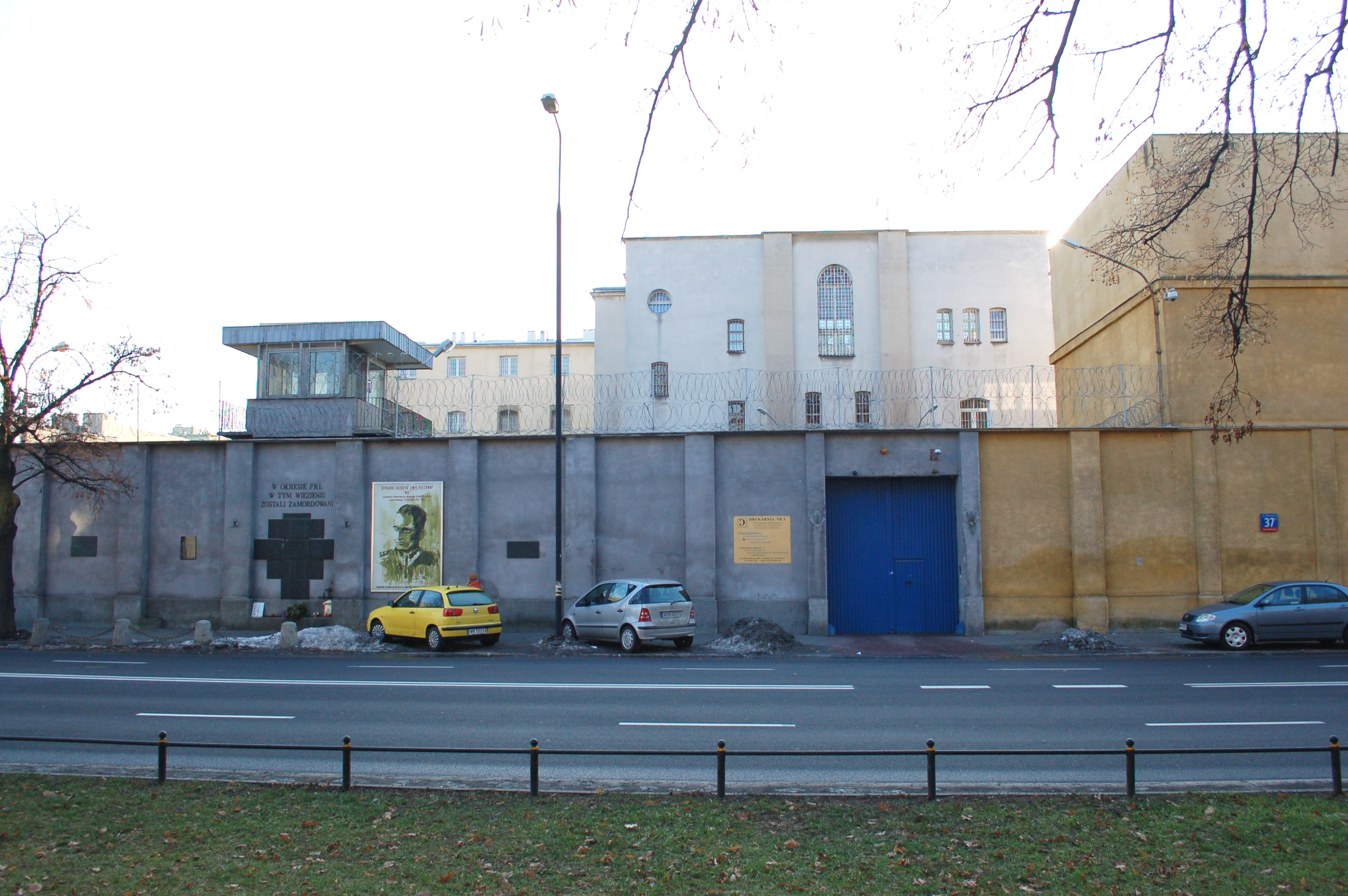
Die an der Rakowiecka gelegene Nordseite des Gefängnisses mit dem Haupteingang

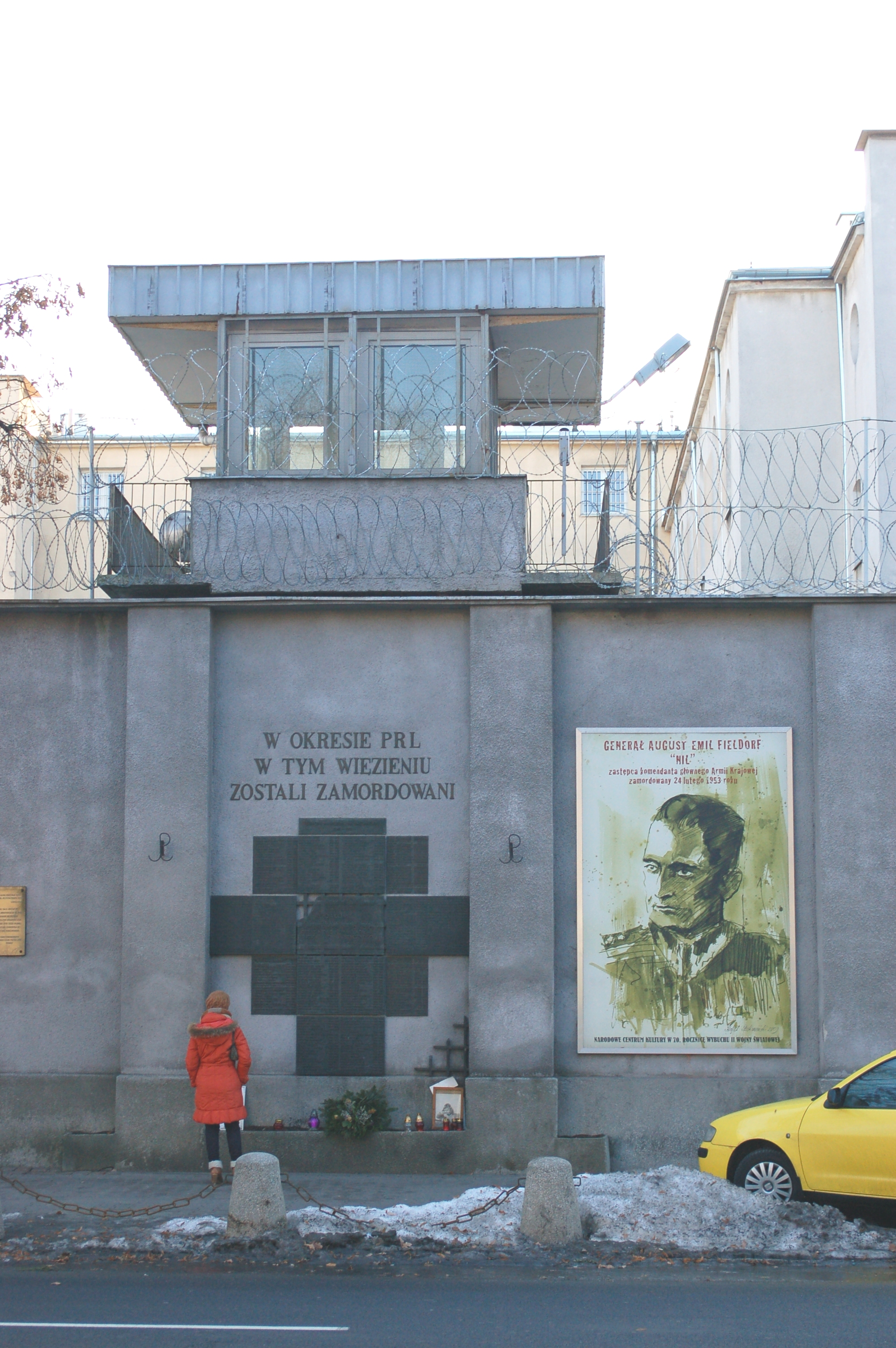
An der Außenmauer befestigte Gedenktafeln für die hier im Rahmen der stalinistischen Säuberungen in der Nachkriegszeit ermordeten Oppositionellen. Auf dem Plakat befindet sich ein Bildnis des am 24. Februar 1953 hingerichteten Generals der Heimatarmee, August Emil Fieldorf.

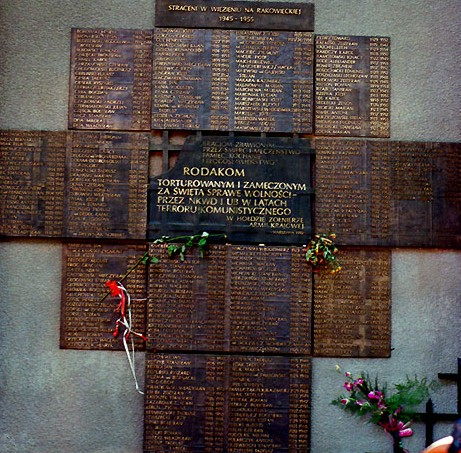
Gedenktafel für die Opfer des kommunistischen Terrors

Das Gefängnis Mokotów (auch als Rakowiecka-Gefängnis bekannt, polnisch Więzienie mokotowskie bzw. Więzienie na Rakowieckiej) ist eine ehemalige Strafvollzugsanstalt in der Ulica Rakowiecka 37 im Warschauer Stadtteil Mokotów. Die Anlage wurde zu Beginn des 20. Jahrhunderts erbaut und diente verschiedenen Regimen in Polen als Gefängnis für politische Gefangene sowie als Hinrichtungsstätte. In Warschau ist die Anstalt als Ort von Folterung und Mord während der deutschen Besetzung Warschaus im Zweiten Weltkrieg sowie im Rahmen der stalinistischen Säuberungen im Polen der Nachkriegszeit bekannt. Das Gefängnis war eine der Institutionen an der Rakowiecka, durch die diese Straße vor allem in den 1950er Jahren zu einem Symbol der Unterdrückung Polens und der sowjetischen Willkür wurde. Bis 2016 dienten die Gebäude als Untersuchungsgefängnis. Aktuell (2018) wird in den Gebäuden ein Museum mit Gedenkstätte für Verstoßene Soldaten und politische Gefangene eingerichtet.

## Geschichte
Das Gefängnis wurde von 1902 bis 1904 nach Entwürfen von Wiktor Junosza-Piotrowski und Henryk Julian Gay (einem Enkel des Architekten Jan Jakub Gay) erbaut. Es diente der Sicherheits- und Kriminalpolizei; bis zu 800 Gefangene konnten hier untergebracht werden. Die rund 60.000 Quadratmeter große Anlage im neugotischen Stil enthielt neben den Gebäuden mit Zellen mehrere Kapellen verschiedener Glaubensrichtungen sowie eine Krankenstation. Mit einer eigenen Stromversorgung sowie einem Anschluss an die städtische Kanalisation gehörte das Gefängnis zu den modernsten Anlagen seiner Art im russischen Reich. Nach der Niederschlagung der Aufstände von 1905 bis 1907 wurde es zu einem Gefängnis für politische Gefangene umgewidmet.

### Erster Weltkrieg
Während der deutschen Besetzung Warschaus (Generalgouvernement Warschau, 1915 bis 1918) im Ersten Weltkrieg wurde das Gefängnis (benannt als Strafgefängnis in Mokotow, poln. Więzienie Karne na Mokotowie) von einer deutschen Behörde betrieben, der Kaiserlich Deutschen Gefängnisdirektion Warschau Mokotow (poln. Cesarsko Niemiecka Dyrekcja Więzienia Warszawa Mokotów).
Nach der Wiederherstellung der Unabhängigkeit Polens im Jahr 1918 kam es zu einer Instandsetzung des Gefängnisses mit Ergänzung um Schule, Bibliothek, Fitnessraum und Garten. In Folge wurde die Anlage bis zum Ausbruch des Zweiten Weltkrieges als Zentralgefängnis der polnischen Staatsanwaltschaft genutzt. Auch Hinrichtungen wurden hier durchgeführt. Als das Gefängnis 1928 zu einem Gefängnis „I. Klasse“ (Strafen länger als drei Jahre, aber keine Wiederholungstäter) kategorisiert wurde, entstanden zur Resozialisierung der Insassen bis zu 500 Arbeitsplätze in verschiedenen Produktionsstätten. Dazu gehörten Tischlerei, Schlosserei, Bäckerei und Schneiderei sowie eine Zweigstelle der staatlichen Wertpapierdruckerei PWPW.

### Zweiter Weltkrieg
Während der deutschen Besatzung Warschaus wurde das Mokotów-Gefängnis zu einem Synonym des brutalen Unrechts, welches von den Besetzern auf die polnische Bevölkerung ausgeübt wurde. Neben dem Gefängnis im Hauptquartier der Gestapo in der heutigen Aleja Szucha (damals Polizeistraße) und den nicht mehr existierenden Gebäuden in der Ulica Daniłowiczowska 7, dem Pawiak und dem Serbia nutzten Gestapo, Sicherheitsdienst und Sicherheitspolizei die Anlage in der Rakowiecka zur Inhaftierung, Folterung und Exekution von polnischen Politikern, Angehörigen des Widerstandes und der Intelligenz sowie willkürlich verhafteter Warschauer. Auch Zivilisten, die als Vergeltungsmaßnahme für militärische Aktionen des Widerstands in Haft genommen worden waren, wurden hier untergebracht.
Ein Großteil der Insassen, die nicht bereits in der Anstalt exekutiert wurden oder an den Folterungen starben, wurde an andere Gefängnisse (vor allem Pawiak/Serbia) und Konzentrationslager überstellt oder in geheimen Nachtaktionen zu Massen-Hinrichtungsplätzen in der Warschauer Umgebung gefahren. Ein solcher Ort war Palmiry.
Unter deutscher Besatzung kam es zur größten Überbelegung der Haftanstalt – bis zu 2500 Männer und Frauen wurden hier zusammengepfercht.

#### Warschauer Aufstand
Nach Ausbruch des Warschauer Aufstandes war das Mokotów-Gefängnis eines der ersten Ziele der Heimatarmee. Am 1. August 1944 wurde die Anlage von der Granat-Einheit der WSOP (Wojskowa Służba Ochrony Powstania; IV Rejonu AK – Obwód V „Mokotów“) angegriffen. Die Aufständischen konnten in einen Teil der Gebäude eindringen und so rund 300 Insassen befreien. Andere Bereiche wurden allerdings vom deutschen Wachpersonal und schnell herangeführten SS-Einheiten gehalten. Diesen Einheiten gelang in Folge auch eine Rückeroberung der von den Aufständischen besetzten Gebäude. Als Vergeltungsmaßnahme wurden am nächsten Tag (2. August 1944) rund 600 Gefangene von Angehörigen einer SS-Panzergrenadier-Einheit erschossen. Im weiteren Verlauf der Kämpfe war die Rakowiecka ein Zentrum des deutschen Widerstandes im Stadtteil Mokotów. Trotz weiterer Eroberungsversuche seitens der Heimatarmee konnten die Deutschen die Gefängnisanlage und umgebende Gebäude bis zur Niederschlagung des Aufstandes halten. Bei der nachfolgenden, planmäßigen Zerstörung der Stadt Warschau gehörte das Gefängnis zum von der Vernichtung ausgenommenen, sogenannten „deutschen Distrikt“ und wurde daher nicht gesprengt.

### Nachkriegszeit
Nach dem Einmarsch der Roten Armee in Warschau wurde das Mokotów-Gefängnis zur Inhaftierung von deutschen Kriegsverbrechern sowie von politischen Gefangenen des NKWD und des sowjetisch gesteuerten polnischen Geheimdienstes genutzt.
Nach einem Bericht von 1952 im Ostpreußenblatt waren die Haftbedingungen für die deutschen Gefangenen in Mokotów hart. Der Artikel bezog sich auf die Angaben eines entlassenen Häftlings, der eine Überbelegung der Zellen, Schwerstarbeit und Misshandlungen, ungenügende hygienische Verhältnisse und schlechte Verpflegung in der Haftanstalt beklagte.

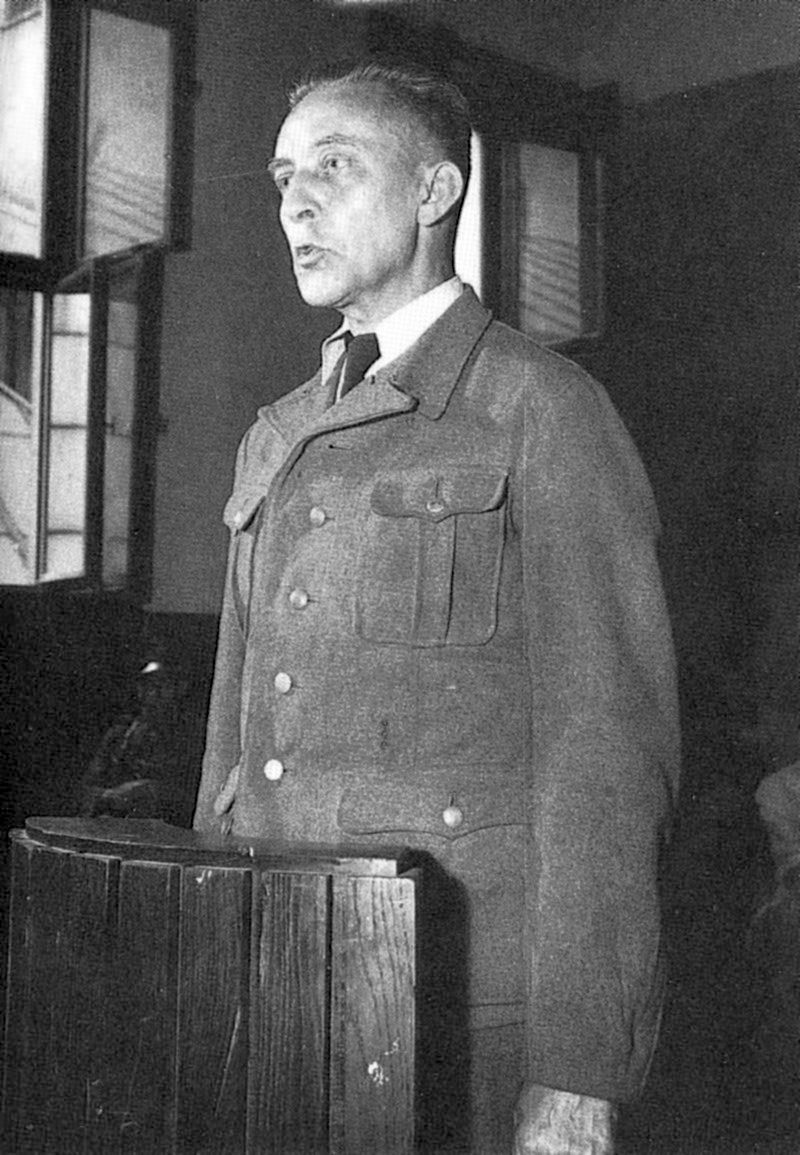
Jürgen Stroop 1951 vor dem polnischen Kriegsverbrechergericht

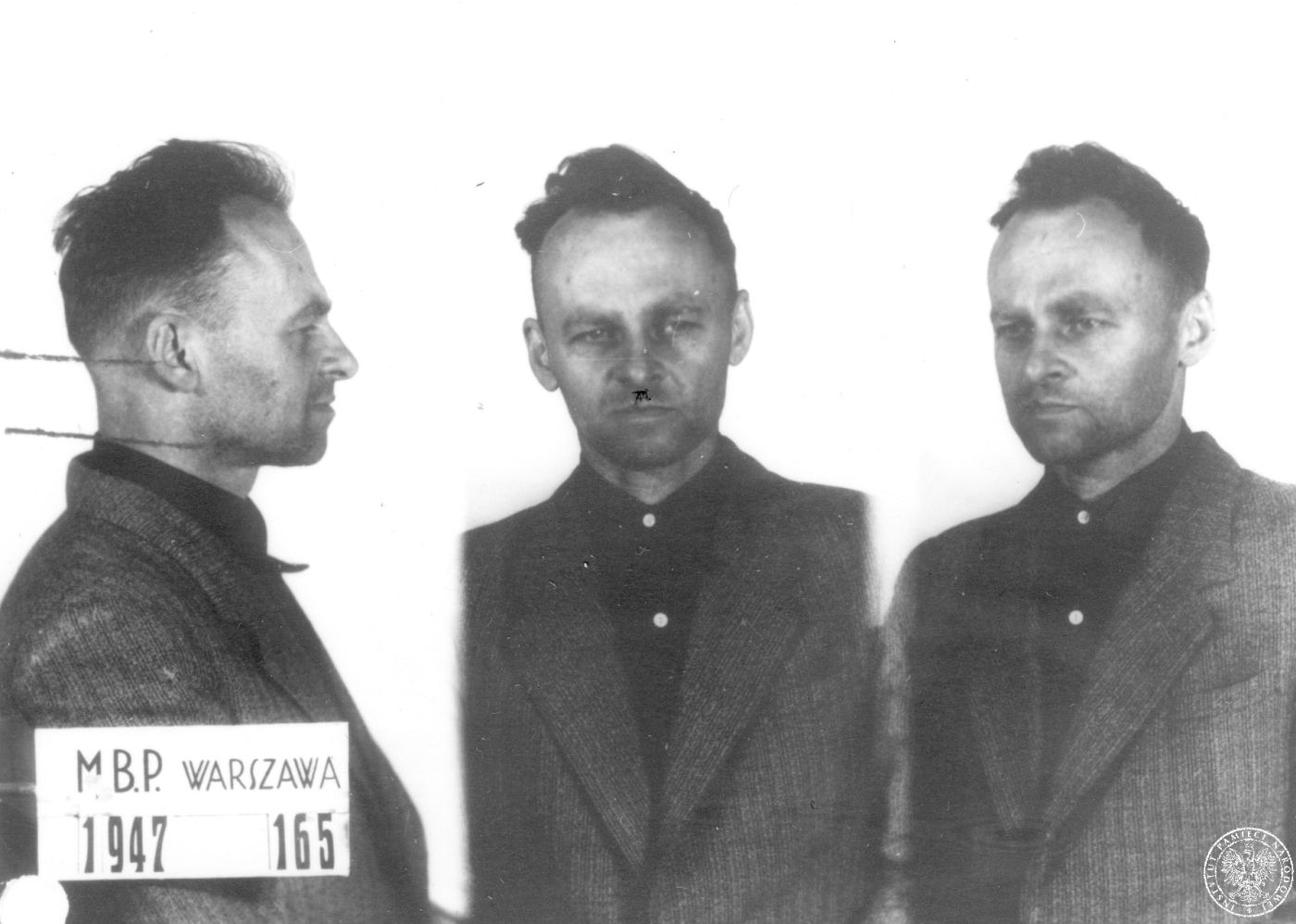
Witold Pilecki, 1947 im Gefängnis Mokotów

#### „Gespräche mit dem Henker“
Der polnische Widerstandskämpfer und Journalist Kazimierz Moczarski war vom 2. März bis zum 11. November 1949 mit dem vormaligen Befehlshaber zur Niederschlagung des Ghetto-Aufstandes in Warschau (1943), Jürgen Stroop, in einer Zelle untergebracht. Die dort geführten, ausführlichen Gespräche zum Leben und Wirken Stroops im Nationalsozialismus verarbeitete Moczarski später in den Aufzeichnungen „Rozmowy z katem“ (deutsch „Gespräche mit dem Henker“), die zunächst in einer polnischen Zeitschrift und später als Buch – auch in Deutschland – veröffentlicht wurden.

#### Stalinistische Säuberungen
Von Kriegsende bis 1956 nutzte auch die polnische Geheimpolizei, geführt vom Ministerium für Öffentliche Sicherheit, das Gefängnis als zentralen Unterbringungsort für politische Häftlinge. Tausende von Regimekritikern, ehemaligen Angehörigen der Heimatarmee sowie der im Ausland aufgestellten polnischen Streitkräfte und Unabhängigkeitsaktivisten wurden hier eingekerkert. Nach mehrmonatigen bis mehrjährigen Haftaufenthalten (unter brutalen Verhörmethoden) wurden die Gefangenen entweder an andere Gefängnisse überwiesen (Montelupich in Krakau, das Schlossgefängnis in Lublin sowie Anstalten in Wronki, Rawicz, Strzelce Opolskie, Sztum, Fordon und Inowrocław) oder ermordet. Nach offiziellen Angaben wurden in diesem Zeitraum 350 Exekutionen vollstreckt. Die Hingerichteten wurden heimlich und unmarkiert auf dem Powązki-Friedhof, den Warschauer Friedhöfen in Mokotów und Stary Służew, auf freien Feldern im Pole Mokotowskie sowie in Kabaty und Okęcie vergraben.
Die Hinrichtungen wurden im Kesselraum des Gefängnisses mittels Genickschuss ausgeführt. Die meisten dieser Erschießungen nahm der Feldwebel Piotr Śmietański vor, der deshalb als „Henker des Mokotów-Gefängnisses“ (poln. „Kat z Mokotowa“) bezeichnet wurde. Eine spätere Strafverfolgung des Unteroffiziers scheiterte an seinem Untertauchen. Sämtliche Informationen zu ihm waren vorher aus den Akten der Staatssicherheit wie auch des Verteidigungsministeriums entfernt worden. Nach Untersuchungen des Instytut Pamięci Narodowej (IPN) starb Śmietański vermutlich bereits Anfang der 1950er Jahre an Tuberkulose. Der Leiter des Gefängnisses in der Zeit der politischen Säuberungen – häufig auch Teilnehmer an den Exekutionen – war Alojzy Grabicki.
Im Oktober 2012 wurde auf Veranlassung des IPN eine Exhumierung von 117 Leichen auf dem Warschauer Powązki-Friedhof durchgeführt. Sie alle konnten Exekutionen im Mokotów-Gefängnis zugeordnet werden. Der Exhumierung sollen weitere an anderen Massengräbern folgen.

#### Demokratische Opposition
Auch wenn ab 1956 in Polen die Gefängnisse nicht mehr dem mittlerweile gegründeten Innenministerium (poln. Ministerstwo Spraw Wewnętrznych) unterstellt waren und begonnen wurde, Resozialisierungsmaßnahmen einzuführen, behielt der polnische Geheimdienst (Służba Bezpieczeństwa) doch in einigen Anstalten abgetrennte Teile zur Unterbringung von „speziellen“ Gefangenen (MSW-Sonderblocks) – die kaum genutzt wurden. In diesen Bereich des Gefängnisses in der Rakowiecka wurde im Jahr 1968 für kurze Dauer eine Gruppe von Studenten eingeliefert, die an regimekritischen Demonstrationen (März-Unruhen) teilgenommen hatten. Nach der Ausrufung des Kriegsrechts in Polen im Jahr 1981 wurde das Gefängnis dann aber ein Ort der längerfristigen Festsetzung führender Solidarność-Mitglieder (vormals beim Komitee zur Verteidigung der Arbeiter (KOR)). Viele Aktivisten wurden hier – teilweise in Isolationshaft – eingesperrt und unter Anklage gestellt. Besonders dem Journalisten Adam Michnik gelang es aber trotz der Isolationshaft Briefe nach draußen zu schmuggeln. Es kam zu einem Kontakt mit und mehrfachen Veröffentlichungen in deutschen Medien, wie dem Spiegel und der Zeit. So wurden in der Ausgabe 27/83 des Spiegels Auszüge veröffentlicht, in denen Michnik auch zu seinem Verfahren Stellung nimmt.
Der spätere Politiker Zbigniew Romaszewski saß vom August 1982 bis zum Juli 1984 als Untersuchungshäftling im Mokotów-Gefängnis ein. Nach seiner Entlassung beschrieb er die Lebensumstände im Gefängnis.

„Die Bedingungen verschlechterten sich während meiner Gefangenschaft wegen der Zunahme an Häftlingen. Bei meiner Ankunft befanden sich vier Personen in jeder Zelle, bei meiner Entlassung 10 oder 12... Ich wurde relativ ordentlich behandelt während meines zweijährigen Aufenthaltes, da ich ein prominenter Fall war. Meine Frau Zofia wurde sehr viel schlechter behandelt ...“

Nach dem Fall des Kommunismus in Osteuropa im Jahr 1989 wurde die Teil-Zuständigkeit des Geheimdienstes aufgehoben und die gesamte Anlage umgebaut und renoviert.

## Heute
Bis 2016 wurde die Anlage als Untersuchungsgefängnis der Warschauer Staatsanwaltschaft für vorläufig festgenommene Männer verwendet. Die Anlage konnte bis zu 951 Häftlinge aufnehmen; darunter befanden sich 49 Plätze für alkoholkranke und 45 für gefährliche Gefangene. Das Personal bestand aus rund 400 Beamten und 30 zivilen Mitarbeitern. Am 1. März 2016 wurde der Komplex als Gefängnis geschlossen in die Zuständigkeit des IPN übergeben, das hier ein Museum und eine Gedenkstätte für Verstoßene Soldaten und politische Gefangene in der Volksrepublik Polen einrichten wird. Das Museum soll 2019 eröffnet werden.

## Bekannte Insassen
- Leo Jogiches[19]

### Zwischenkriegszeit (1918–1939)
- Julian Brun
- Jean Genet
- Aleksander Wat

### Deutsche Besatzungszeit (1939–1945)
- Franciszek Kraus
- Janusz Kusociński
- Tadeusz Puder, Priester[20]
- Emil Stanisław Rappaport
- Karol Śliwka

### Kriegsverbrecherprozesse (1945–1952)
- Erich Engels (hingerichtet)
- Ludwig Fischer
- Albert Forster (hingerichtet)[21]
- Hermann Kant (unschuldig)[22]
- Erich Koch
- Josef Meisinger (hingerichtet)
- Jürgen Stroop (hingerichtet)

### Stalinsche Verfolgung (1945–1956)
- Antoni Baraniak, Bischof[23]
- Władysław Bartoszewski[24]
- Łukasz Ciepliński (hingerichtet)
- Hieronim Dekutowski (hingerichtet)
- Adam Doboszyński (hingerichtet)[25]
- August Emil Fieldorf (hingerichtet)
- Marian Grzybowski
- Henryk Józewski, Politiker und Künstler
- Czesław Kaczmarek, Bischof[23]
- Bolesław Kontrym (hingerichtet)
- Jan Mazurkiewicz[26]
- Kazimierz Moczarski
- Kornel Morawiecki
- Józef Padewski[27]
- Witold Pilecki (hingerichtet)
- Władysław Siła-Nowicki
- Irena Tomalak
- Zygmunt Szendzielarz (hingerichtet)

### Demokratiebewegung (1956–1989)
- Ludwik Dorn
- Bronisław Geremek[28]
- Jacek Kuroń
- Adam Michnik
- Kornel Morawiecki
- Zbigniew Romaszewski[15]
- Henryk Wujec[15]

### Bekannte Insassen (seit 1989)
- Jerzy Paramonow
- Uri Brodsky